# John Nott
John William Frederic Nott, né le 1er février 1932 à Bideford (Devon) et mort le 6 novembre 2024, est un homme politique britannique du parti conservateur, connu pour être le secrétaire d'État à la Défense pendant la guerre des Malouines en 1982.

## Biographie
Après des études au Bradfield College, John Nott entre à l'université de Cambridge. Il y rencontre sa future femme, Miloshka, une réfugiée de la Slovénie communiste. Ils auront ensemble deux fils et une fille :
- Julian, compositeur, scénariste et réalisateur,
- William, travaillant dans une compagnie internationale d'huile à Londres,
- Alexandra dite Sasha, mariée à Hugo Swire, député de l'East Devon, secrétaire d'État de la culture, des médias et des sports, et deux fois ministre d'État (Irlande du Nord, Bureau des Affaires étrangères et du Commonwealth) dans le gouvernement de David Cameron.

De 1952 à 1956, il fait son service militaire au rang de lieutenant et sert en Malaisie.

### Carrière politique
Tout au long de sa carrière politique, John Nott est député aux communes pour une circonscription de St Ives.
Dans le gouvernement Thatcher, il est membre du Conseil privé. Après un an et demi passé au ministère du commerce, il succède à Francis Pym à la Défense. Il offre sa démission quand les Argentins envahissent les Malouines, mais Margaret Thatcher la refuse. Lui pense que les Britanniques ne peuvent reprendre les îles (compte tenu de la force argentine et de l'état des finances du Royaume-Uni), elle estime qu'il ne peut quitter son poste maintenant qu'une guerre est déclarée. La victoire revient finalement aux Britanniques, Margaret Thatcher n'en évite pas moins la démission de John Nott.

## Détails des fonctions et mandats
- 31 mars 1966 - 9 juin 1983 :  député d'une circonscription de St Ives
- 4 mai 1979 - 5 janvier 1981 : secrétaire d'État au Commerce
- 5 janvier 1981 - 6 janvier 1983 : secrétaire d'État à la Défense

## Dans la culture populaire
Pour avoir été à la Défense au moment de la guerre des Falklands, John Nott apparaît dans The Falklands Play (2002) sous les traits de Clive Merrison et dans La Dame de fer (2011) dans la peau de Angus Wright.

## Ouvrage
- Here Today, Gone Tomorrow, 2002.